# Пілотний епізод (Теорія великого вибуху)
Пілотний епізод (англ. Pilot) — перший пілотний епізод телесеріалу «Теорія великого вибуху». Епізод вийшов на екрани 24 вересня 2007.

## Сюжет
Леонард Хофстедтер та Шелдон Купер — двоє геніальних молодих фізиків, але їхній розум не допомагає їм у спілкуванні з іншими людьми. Але все змінюється, коли у них з'являється нова сусідка, Пенні, молода офіціантка з Омахи, штат Небраска, в яку закохується Леонард.
До них у гості заходять інженер Говард Воловітц, який вважає себе улюбленцем жінок, та астрофізик Раджеш Кутраппалі, який втрачає дар мови, знаходячись у одному приміщенні з дівчиною. Пенні просить Леонарда і його друзів забрати телевізор з квартири її колишнього хлопця, Курта, і вони погоджуються. Курт не бажає віддавати телевізор і лупцює хлопців. Пенні намагається вибачитися перед хлопцями і запрошує їх на вечерю.

## Цікаві факти
- Серія розпочинається з розмови Шелдона та Леонарда про дослід Юнга — спостереження явища інтерференції світла при проходженні пучка фотонів через екран з двома щілинами. Цей досвід демонструє що фотони, які є частинками, в той самий час виявляють і хвильові властивості, що доводить дуалізм природи світла. Пізніше Леонард, намагаючись заспокоїти Пенні, розповідає їй про двоїсту природу світла.
- Раніше був знятий пілот, в якому не було Пенні, Говарда чи Раджа. Натомість у ньому були персонажі Кеті (Аманда Волш) та Ґільда (Айріс Бар). Кеті, як і Пенні, є вуличною підставною особою для книжкових розумників Леонарда і Шелдона, проте вона зліша за Пенні. Вона стверджувала, що спала зі своїм вітчимом до того, як її мати вийшла за нього заміж. Крім того, в оригінальному пілоті персонаж Шелдона більш сексуальний і лібідозний. Насправді, Шелдон прямо заявляє, що займався сексом з Гілдою, їхньою з Леонардом подругою, на з'їзді фанатів "Зоряного шляху". CBS відмовився від оригінального пілота, але шоу сподобалося настільки, що Лорре і Праді попросили продюсувати другий епізод.[1]
- Розповідаючи про записи на дошці, Шелдон згадує теорію струн — теорію, яка з кінця 1970-х і початку 1980-х років стала кандидатом на теорію всього, тобто теорію, здатну описати всі відомі фундаментальні взаємодії. Одна з моделей теорії струн описується в просторі, що має 26 вимірювань, про які згадує Леонард. Також в цій розмові згадується Апроксимація Борна-Оппенгеймера, за якою коливання і спін протонів можуть бути напрочуд малими внаслідок великої маси протона і суттєво не змінювані електронами.
- Відстоюючи своє місце на дивані, Шелдон згадує паралакс — зміну видимого положення об'єкта стосовно віддаленого фону в залежності від положення спостерігача, намагаючись таким чином висловити просту думку про те, що дивитися телевізор під кутом незручно.
- Стівен Хокінг, диск з лекцією якого принесли Раджеш і Говард, — один з найвпливовіших фізиків-теоретиків нашого часу і активний популяризатор науки. У 1974 році, яким датується його лекція в MIT, Хокінг став членом Лондонського Королівського товариства.
- Намагаючись відчинити двері, Леонард говорить Шелдону що їхній сумарний IQ дорівнює 360, якщо вважати, що вони мають однакову кількість балів, то на кожного припадає по 180 балів. Найвідоміший тест — тест Айзенка дозволяє набрати максимально 160 балів. Судячи з вражаючих результатів, Шелдона та Леонарда повинні з радістю прийняти у Менса — організацію, яка об'єднує людей, які здали стандартизовані тести IQ краще, ніж 98% населення. До речі, найвищий IQ у світі має жінка — Мерилін вос Савант, її IQ з різних тестів визначається від 167 + до 230. Пізніше, в 11-й серії, Шелдон називає свій IQ — 187.
- Герої грають у словесну гру під назвою «балда» клінгонською мовою.

## У ролях
- Джонні Галекі — Леонард Хофстедтер
- Джим Парсонс — Шелдон Купер
- Кейлі Куоко — Пенні
- Саймон Гелберг — Говард Воловітц
- Кунал Найар — Раджеш Кутраппалі
- Верні Ватсон-Джонсон — Алтея
- Брайан Вейд — Курт